# The Rook
The Rook – amerykański miniserial (dramat, thriller, fantasy) wyprodukowany przez Lionsgate, Liberty Global, Character 7 oraz Carpool, który jest luźną adaptacją powieści o tym samym tytule autorstwa Daniela O'Malleya. Serial jest emitowany od 30 czerwca 2019 roku przez Starz.
Fabuła serialu opowiada o Myfanwy Thoma, która budzi się pewnego dnia pod mostem wśród zwłok. Kobieta nie pamięta kim jest, z czasem odkrywa, że jest członkinią Checquy, organizacji szpiegowskiej, która zrzesza agentów z supermocami.

## Obsada

### Główna obsada
- Emma Greenwell jako Myfanwy Thoma[2]
- Joely Richardson jako Linda Farrier[2]
- Jon Fletcher jako Teddy and Alex Gestalt[2]
- Ronan Raftery jako Robert Gestalt[2]
- Catherine Steadman jako Eliza Gestalt[2]
- Adrian Lester jako Conrad Grantchester[2]
- Olivia Munn jako Monica Reed[2]

### Obsada drugoplanowa
- Ruth Madeley jako Ingrid Woodhouse
- Shelley Conn jako Danielle Wulff[3]
- James D’Arcy jako Andrew Bristol[3]
- Gina McKee jako Jennifer Birch

## Odcinki
| # | Tytuł     | Reżyseria       | Scenariusz                 | Premiera w Starz |
| - | --------- | --------------- | -------------------------- | ---------------- |
| 1 | Chapter 1 | Kari Skogland   | Al Blyth, Sam Holcroft     | 30 czerwca 2019  |
| 2 | Chapter 2 | Kari Skogland   | Al Blyth, Sam Holcroft     | 7 lipca 2019     |
| 3 | Chapter 3 | China Moo-Young | Francesca Gardiner         | 14 lipca 2019    |
| 4 | Chapter 4 | Sunu Gonera     | Al Blyth & Sam Holcroft    | 21 lipca 2019    |
| 5 | Chapter 5 | China Moo-Young | Al Blyth, Sam Holcroft     | 28 lipca 2019    |
| 6 | Chapter 6 | Sunu Goneraa    | Francesca Gardiner         | 4 sierpnia 2019  |
| 7 | Chapter 7 | Rebecca Johnson | Al Blyth, Sam Holcroft     | 11 sierpnia 2019 |
| 8 | Chapter 8 | China Moo-Young | Karyn Usher, Lisa Zwerling | 18 sierpnia 2019 |

## Produkcja
28 lipca 2017 roku stacja kablowa Starz zamówiła miniserial na podstawie powieści "The Rook" Daniela O'Malleya.
W maju 2018 roku ogłoszono, że Emma Greenwell, Joely Richardson, Olivia Munn, Adrian Lester, Ronan Raftery, Catherine Steadman oraz Jon Fletcher dołączyli do obsady dramatu.
Pod koniec lipca 2018 roku poinformowano, że James D’Arcy i Shelley Conn otrzymali role powracające w serialu. Na początku marca 2020, stacja Starz poinformowała o anulowaniu produkcji po pierwszym sezonie.